# 坂本広大
坂本 広大（さかもと こうだい、1995年9月20日 - ）は、熊本県熊本市出身の元プロサッカー選手。ポジションは、ミッドフィールダー（MF）。

## 来歴
ロアッソ熊本のアカデミー出身で、高校3年次の2013年4月、トップチームに2種登録された がトップチーム昇格は叶わず、中京大学に進学した。
大学では右足のシュート力を武器に活躍し、2018年よりロアッソ熊本へ加入した。怪我もあり出場機会は限られたが2018年シーズンは2ゴールを記録した。2019年シーズンも怪我で離脱することが多く、出番は限られた。2020年シーズンは出番は限られ、終了間際の途中交代が多く、同シーズンで契約満了となり退団した。2021年シーズンには自身の弟である坂本亘基の加入が内定していたが、兄弟揃ってのプレーは叶わなかった。
2021年、鈴鹿ポイントゲッターズに移籍。
2023年、レイラック滋賀FCに移籍。
2024年11月22日、現役引退を発表。

## 所属クラブ
- ソレッソ熊本ヴィットーリア
- ロアッソ熊本ジュニアユース
- ロアッソ熊本ユース（熊本県立東稜高等学校[7]）
  - 2013年4月 - 同年12月  ロアッソ熊本（2種登録選手）
- 中京大学
- 2018年 - 2020年  ロアッソ熊本
- 2021年 - 2022年  鈴鹿ポイントゲッターズ
- 2023年 - 2024年  レイラック滋賀FC

## 個人成績
| 国内大会個人成績 | 国内大会個人成績 | 国内大会個人成績 | 国内大会個人成績 | 国内大会個人成績 | 国内大会個人成績 | 国内大会個人成績 | 国内大会個人成績 | 国内大会個人成績 | 国内大会個人成績 | 国内大会個人成績 | 国内大会個人成績 |
| 年度             | クラブ           | 背番号           | リーグ           | リーグ戦         | リーグ戦         | リーグ杯         | リーグ杯         | オープン杯       | オープン杯       | 期間通算         | 期間通算         |
| 年度             | クラブ           | 背番号           | リーグ           | 出場             | 得点             | 出場             | 得点             | 出場             | 得点             | 出場             | 得点             |
| 日本             | 日本             | 日本             | 日本             | リーグ戦         | リーグ戦         | リーグ杯         | リーグ杯         | 天皇杯           | 天皇杯           | 期間通算         | 期間通算         |
| ---------------- | ---------------- | ---------------- | ---------------- | ---------------- | ---------------- | ---------------- | ---------------- | ---------------- | ---------------- | ---------------- | ---------------- |
| 2018             | 熊本             | 33               | J2               | 10               | 2                | -                | -                | 1                | 0                | 11               | 2                |
| 2019             | 熊本             | 15               | J3               | 9                | 0                | -                | -                | 1                | 0                | 10               | 0                |
| 2020             | 熊本             | 15               | J3               | 9                | 0                | -                | -                | -                | -                | 9                | 0                |
| 2021             | 鈴鹿             | 29               | JFL              | 10               | 1                | -                | -                | 1                | 0                | 11               | 1                |
| 2022             | 鈴鹿             | 29               | JFL              | 15               | 1                | -                | -                | 0                | 0                | 15               | 1                |
| 2023             | 滋賀             | 33               | JFL              | 8                | 0                | -                | -                | 2                | 0                | 10               | 0                |
| 2024             | 滋賀             | 33               | JFL              | 1                | 0                | -                | -                | -                | -                | 1                | 0                |
| 通算             | 日本             | 日本             | J2               | 10               | 2                | -                | -                | 1                | 0                | 11               | 2                |
| 通算             | 日本             | 日本             | J3               | 18               | 0                | -                | -                | 1                | 0                | 19               | 0                |
| 通算             | 日本             | 日本             | JFL              | 34               | 2                | -                | -                | 3                | 0                | 37               | 2                |
| 総通算           | 総通算           | 総通算           | 総通算           | 62               | 4                | -                | -                | 5                | 0                | 67               | 4                |

- 2013年は2種登録選手

出場歴
- Jリーグ初出場 - 2018年2月25日 J2第1節 vsレノファ山口FC（維新みらいふスタジアム）
- Jリーグ初得点 - 2018年7月21日 J2第24節 vsヴァンフォーレ甲府（山梨中銀スタジアム）
- その他：KFA 第23回熊本県サッカー選手権大会 (2019.5.12) 1試合0得点